# Källebacka
Källebacka Säteri är en herrgård i Marbäcks socken, Ulricehamns kommun.
Mangårdsbyggnadens första våning byggdes omkring år 1675 när överstelöjtnanten Anders Björnsköld lät "bygga till säteri" på Källebacka. Anders Björnsköld var överstelöjtnant vid Elfsborgs regemente och blev sedermera kommendant på Varbergs fästning. Huvudbyggnaden kom att inrymma sex rum och sal. 
Någon gång under 1750-talet övertogs gården av hovkvartermästaren Johan Christian Rystedt (1707-1783) och dennes maka Jakobina Maria Gathenhielm (1717-1772), och paret lät bygga en andra våning på mangårdsbyggnaden. Vid denna tidpunkt byggdes även två flyglar och ett hemlighus. varav den östra flygeln samt hemlighuset är bevarat. 
Flygelbyggnaden har valmat tegeltak liksom huvudbyggnaden och är klädd i rödfärgad locklistpanel. Uthuset, som även inhyser ett avträde, är av rödfärgat trä med vällingklocka på taket. Dasset inrymmer avträde med sju hål.
Huvudbyggnaden på Källebacka är en välbevarad representant för 1700-talets herrgårdsbyggnader med sitt höga valmade tegeltak och panelarkitektur med dekorativt utformade detaljer. Huset är timrat och klätt med gulmålat locklistpanel med vita omfattningar. Av intresse är även den välbevarade interiören med foder, listverk, tapeter, målningar samt kakelugnar och spiskomplex av äldre datum.  
År 1948 köptes gården av Sten Josefson och hans hustru Meje Josefson. Vid denna tid var byggnadernas skick kraftigt eftersatt. Efter flera års restaurering blev Källebacka byggnadsminne 21 april 1980. 

## Källebacka i film
Samtliga Änglagårdsfilmerna har till del spelats in på Källebacka.